# Івно (Нижньосілезьке воєводство)
Івно (пол. Iwno, нім. Ibsdorf) — село в Польщі, у гміні Вінсько Воловського повіту Нижньосілезького воєводства.
Населення — 213 осіб (2011).
У 1975-1998 роках село належало до Вроцлавського воєводства.

## Демографія
Демографічна структура станом на 31 березня 2011 року:
|          | Загалом | Допрацездатний вік | Працездатний вік | Постпрацездатний вік |
| -------- | ------- | ------------------ | ---------------- | -------------------- |
| Чоловіки | 108     | 26                 | 72               | 10                   |
| Жінки    | 105     | 19                 | 63               | 23                   |
| Разом    | 213     | 45                 | 135              | 33                   |